# جسی کورتی
جسی کورتی (به انگلیسی: Jesse Corti) (زاده ۳ ژوئیهٔ ۱۹۵۵) بازیگر ونزوئلایی-آمریکایی است.
از فیلم‌های معروف او می‌توان به بازی در فیلم انتقام اشاره کرد.